# Приветовка
Приветовка (укр. Привітівка) — село в Заречненской поселковой общине Варашского района Ровненской области Украины. Расположено на реке Стыр.
До 2020 года входило в Заречненский район.
Население по переписи 2024 года составляло 575 зарегистрированных человек. Почтовый индекс — 34044. Телефонный код — 3632. Код КОАТУУ — 5622285703.